# Bertha Waszklewicz-van Schilfgaarde
Johanna Maria Cornelia Bertha Waszklewicz-van Schilfgaarde (Zoeterwoude, 7 novembre 1850 - La Haye, 14 décembre 1937) est une militante pacifiste et publiciste néerlandaise.

## Biographie
Bertha van Schilfgaarde était la fille aînée d'une famille noble. Elle était la fille de Jan Johannes van Schilfgaarde (1819-1864) et Catharina Cornelia van den Es (1819-1864). Elle a grandi à la Huize Delfzicht à Zoeterwoude. Elle a fait des études de français et d’anglais. À l'âge de vingt-deux ans, elle épouse Jan Isaak Joseph Levijssohn, mariage dissous en 1877. En 1885, elle se remarie avec le comte Adam Ernest Wasklewicz, colonel retraité du service médical des Indes orientales néerlandaises. 
Après avoir lu le livre Wereldvrede (nl) de Louis Couperus, elle s'intéresse au mouvement pacifiste. En 1898, elle devient présidente de la section néerlandaise de la Ligue des femmes pour le désarmement international. Cette même année, elle est présidente de l'Union des femmes néerlandaises pour le désarmement international. Lors du Nederlandse Vrouwen Raad (nl) à La Haye en 1898, elle a prononcé le discours inaugural, intitulé : Internationale ontwapening: een vrouwenzaak en een vrouwenbelang.
En 1900, elle manifeste sa profonde inquiétude face à la seconde guerre des Boers. Aux Pays-Bas, les Boers étaient considérés comme des parents directs. En 1901, elle publie un plaidoyer pour la création d'une zone neutre en Afrique du Sud où les femmes et les enfants pourraient être mis en sécurité tant que la guerre se poursuivrait. La même année, elle se rend de sa propre initiative à Londres pour protester auprès du roi et du secrétaire aux colonies, Joseph Chamberlain, contre l'action britannique. Elle n'a pas été reçue, mais les opposants à la guerre ont loué sa performance. Le 17 janvier 1901, son mari meurt. Peu de temps après, elle quitte l'Union des femmes lors de sa fusion avec l'Algemeene Nederlandsche Vredesbond. La guerre des Boers terminée, elle part pour Rome, devint catholique romaine et fonde le centre de recherche nommé Institut catholique international. Sous le nom de B. Teresia Pia Waszklewicz-van Schilfgaarde, elle a principalement écrit des articles sur des questions de foi. Plus tard, elle tombe sous le charme du médium Jesse Francis Shepard (en), musicien et poète occulte américain dont elle a traduit l'œuvre en néerlandais. À la fin de sa vie, elle est retournée aux Pays-Bas et s'est de nouveau installée à La Haye. Elle est décédée le 14 décembre 1937, à l'âge de 87 ans.

## Publications
- Open brief aan Felix Ortt : een woord tot de Tolstoïanen en christelijk-anarchisten, Amsterdam, Versluys, 1899
- Frédéric Passy, Haarlem, Tjeenk Willink & zoon, 1900
- « Paul Kruger’s tocht. Getrouwe beschrijving van oom Paul’s bezoek aan Frankrijk, de Rijnprovincie en Nederland », La Haye, 15 avril 1900
- « Plea for the Grant of a Neutral Territory for the Boer Women and Children », 1901
- Carmen Pro Invictis, Waszklewicz-Van Schilfgaarde, Bertha (éd.), La Haye, N. Veenstra, 1901  — recueil de poèmes protestant contre la poursuite anglaise de la guerre des Boers, principalement en français, dont ceux de Sully Prudhomme
- Romeinsche Kronijk, Amsterdam, C. L. Van Langenhuysen, 1905 [lire en ligne]
- Het dogma der heilige eucharistie in de Romeinsche catacomben, en andere documenten der eerste eeuwen, Amsterdam, Borg, 1906
- Maria in de eerste tijden der Kerk, Nimègue, Malmberg, 1911
- Sancta Melania de Jongere : Romeinsche senatrix, avec Mariano Rampolla del Tindaro, Leiden, Van Leeuwen, 1911
- Nova et vetera : apologetische brieven aan een modern protestant, Baarn, Hollandia, 1912

## Citation
- « Sur l'estrade où siégeait le Bureau de la Paix, lors du Congrès, une femme aux yeux noirs, aux cheveux blancs, au visage demeuré jeune sous cette neige précoce, suprêmement élégante et de distinction suprême, attirait les regards. C'était la baronne de Waszkléwicz, présidente de la Ligue néerlandaise des femmes pour le désarmement international, déléguée de la Hollande parmi nous. Elle prit la parole : avec de la grâce, de la réserve, une émotion qui, pour vouloir demeurer contenue, n'en était pas moins communicative. Peu de gestes, pas d'emphase : la voix tremblait seulement en évoquant les malheurs des gens de son peuple au Transvaal. » Séverine, La Fronde, 23 avril 1900, p. 1 lire en ligne sur Gallica

## Iconographie
- Jan Toorop, Portret van een persoon genaamd Johanna Maria Cornelia Bertha van Schilfgaarde, dessin, 1905 [voir en ligne]